# Molossops neglectus
Molossops neglectus is een zoogdier uit de familie van de bulvleermuizen (Molossidae). De wetenschappelijke naam van de soort werd voor het eerst geldig gepubliceerd door Williams & Genoways in 1980.